# 尊統法親王
尊統法親王（1696年6月8日—1711年7月3日），俗名良邦，幼名岡宮，是江戶時代前期皇族及僧人。父母是有栖川宮幸仁親王和兒島莎，第三代知恩院宮門跡，院號壽經光院宮源蓮社高譽等阿愍生尊統大和尚。

## 略歷
元祿十一年（1698年）八月3歲的他入室知恩院，寶永三年（1706年）十月初三成為德川綱吉猶子。寶永四年（1707年）三月二十九接受親王宣下，賜御名良邦。同年六月十三跟隨知恩院第43世應譽圓理入室得度。寶永六年（1709年）敘二品。
| 宗教頭銜          | 宗教頭銜         | 宗教頭銜          |
| ----------------- | ---------------- | ----------------- |
| 前任： 尊光法親王 | 知恩院門跡 第3世 | 繼任： 尊胤法親王 |